# Preliminary English Test
PET (Preliminary English Test англ. предварительный английский тест). Экзамен по английскому языку, разработанный и проводящийся подразделением Кембриджского Университета [ESOL] (English for Speakers of Other Languages). Экзамен подтверждает знание английского языка на среднем (intermediate) уровне (уровень B1 Шкалы Совета Европы). Был учрежден в начале 1970 годов. В 1999—2004 годах был значительно переработан

## Формат экзамена
Экзамен содержит 4 части — Reading and Writing, Listening, Speaking.

### Reading and Writing
Содержит два подраздела: Reading (5 заданий — 35 вопросов) и Writing (3 задания - 7 вопросов). На выполнение отводится полтора часа.

#### Reading
Содержит задания с выбором ответа из множества предложенных вариантов, задания на соотнесение текста и относящегося к нему человека, задание на выбор альтернатив верно/неверно.
Задание 1
Приведено 5 объявлений; нужно выбрать из 3 предложений правильное объяснение к каждому из них.
Задание 2
Даны 6 человек и их вкусы. Нужно выбрать им подходящую вещь по вкусу.
Задание 3
Дан большой текст. Из 10 предложений нужно выбрать правильные и неправильные.
Задание 4
Дан большой текст. К нему дано 5 вопросов, на каждый из которых необходимо выбрать один из четырёх ответов.
Задание 5
В каждый пропуск текста нужно вставить одно из 4 слов (10 пропусков).

#### Writing
Содержит задание на составление предложения, идентичного данному, написание короткого письма, а также написание длинного письма или истории (по выбору).
Задание 1
Нужно одно предложение перестроить в другое (такое же по смыслу), используя не более 3 слов.
Задание 2
Описана ситуация, в которой ты должен ответить на письмо своего друга по переписке, пользуясь предложенным планом. В письме должно содержаться 35-45 слов (приветствие и прощание считаются).
Задание 3 (Письмо)
Предложен отрывок письма иностранного друга по переписке. В нём содержатся вопросы, на которые ты обязан дать развёрнутый ответ. Обязательно в конце письма задать свои вопросы по теме. Не более 100 слов (приветствие и прощание считаются)!
Задание 3 (История)
"Твой  учитель английского языка задал тебе написать историю...". Дано название/первое предложение истории. Не более 100 слов (Первое предложение считается)!
ИЗ ПИСЬМА И ИСТОРИИ В ЗАДАНИИ 3 НУЖНО ВЫБРАТЬ ЧТО-ТО ОДНО

### Listening
Содержит 4 задания, на выполнение отводится 30 минут (плюс 6 минут на перенос ответов на бланк).

#### Задание 1
7 коротких разговоров, к каждому из которых необходимо выбрать одну из трёх предложенных картинок. Каждый правильный ответ оценивается одним баллом.

#### Задание 2
Монолог или интервью и 6 вопросов к нему с выбором правильного ответа из трёх вариантов.

#### Задание 3
Монолог, прослушав который, необходимо заполнить 6 пропусков в данном тексте.

#### Задание 4
Диалог, прослушав который, необходимо определить верно или неверно каждое из данных 6 предложений (true/false) относительно прослушанного.

### Speaking
Состоит из четырёх заданий, выполняемых парой кандидатов. На часть отводится 10-12 минут.

#### Задание 1
Представляет собой ответы на вопросы экзаменатора (в основном о себе). Отводится 2-3 минуты

#### Задание 2
Экзаменатор даёт кандидату картинку и описывает ситуацию. Необходимо в разговоре с другим кандидатом прийти к решению, что было бы наилучшим вариантом действий в данной ситуации. (отводится 2-3 минуты).

#### Задание 3
Экзаменатор даёт цветную фотографию, которую кандидат должен описать (1 минута)

#### Задание 4
Беседа обоих кандидатов на тему, начатую в задании три (по фотографиям). На задание отводится 3 минуты.

## Оценивание
Часть Reading and Writing даёт 50 % к общему результату, части Listening и Speaking — по 25 %. Итоговыми оценками могут быть — Сдано с особым отличием (Pass with merit) — 85-100 %,, Сдано (Pass) — 70-84 %, сдано на уровень А2 — 45-69 %. Не сдано (Fail) — меньше 44 %.
Получившим оценки Сдано и сдано с отличием выдаётся сертификат PET, получившим отметку «сдано на уровне B1» выдаётся сертификат уровня B1 Шкалы Совета Европы. Не сдавшим экзамен сертификат не выдаётся.

## Признание
Сертификат признаётся рядом организаций как удостоверение, подтверждающее владение английским языком на базовом уровне.

## PET for schools
В 2009 году был представлен специальный экзамен PET for schools. Этот экзамен абсолютно идентичен обычному PET с той лишь разницей, что темы, затрагиваемые в экзаменационных материалах, касаются школы и школьной жизни, что делает более удобной сдачу экзамена кандидатами, не достигшими 15-летнего возраста.